# Matthias Gey
Matthias Gey (n. 7 iulie 1960, Tauberbischofsheim, Republica Federală Germania, Germania) este un scrimer german, medaliat olimpic. A participat la 2 ediții ale Jocurilor Olimpice (1984, 1988) în care a câștigat o medalie de argint.